# 법인 식별자
법인 식별자(Legal Entity Identifier, LEI)는 금융 거래에 참여하는 법인을 위한 고유 글로벌 식별자이다. LEI 코드 또는 LEI 번호라고도 하며, 전 세계적으로 접근 가능한 데이터베이스에서 법인을 식별하는 데 도움이 되는 것을 목적으로 한다. 법인은 회사나 정부 기관과 같이 금융 거래에 참여하는 조직을 뜻한다. 개인은 LEI를 얻을 수 없다. 이 식별자는 금융 규제 기관에 규제 보고를 하는 데 사용되며, 모든 금융 회사와 펀드는 LEI를 보유해야 한다.
이 식별자는 국제 표준화 기구(ISO)가 개발한 ISO 17442 "금융 서비스 — 법인 식별자(LEI)" 표준을 기반으로 하는 20자리의 영숫자 코드로 구성된다. 이 코드는 금융 거래에 참여하는 법인을 명확하고 고유하게 식별할 수 있는 핵심 정보와 연결된다. 각 LEI 데이터베이스 항목은 법인의 소유권에 대한 정보를 포함하여 '누가 누구인지'와 '누가 누구를 소유하는지'에 대한 질문에 답을 제공한다. 따라서 공개적으로 사용 가능한 LEI 데이터 풀은 금융시장에 참여하는 비개인 참가자의 글로벌 디렉토리로 간주될 수 있다.
전 세계에는 이 식별자를 발급하고 유지 관리하며 글로벌 디렉토리에 대한 기본 인터페이스 역할을 하는 여러 LEI 발급 기관이 있으며, 이들은 일반적으로 금융거래소 또는 금융 데이터 벤더이다. 이들은 LEI를 발급하기 위해 글로벌 법인 식별자 재단(GLEIF)의 인증을 받는다.

## 역사
세계 금융 위기 (2007년~2008년) 동안 규제 당국은 각 금융 기관에 고유한 단일 식별 코드가 전 세계적으로 제공되지 않는다는 것을 깨달았다. 이는 각 국가가 금융 거래의 상대방 기업을 인식하기 위해 다른 코드 시스템을 가지고 있다는 것을 의미했다. 따라서 개별 기업의 거래 세부 정보를 식별하고, 금융 거래의 상대방을 식별하며, 총 위험 금액을 계산하는 것이 불가능했다. 이로 인해 개별 기업의 위험 노출 금액을 추정하고, 시장 전반의 위험을 분석하며, 부실 금융 기관을 해결하는 데 어려움이 발생했다. 이는 세계 금융 위기 (2007년~2008년)의 초기 확산을 어렵게 만든 요인 중 하나이다.
이에 대응하여 LEI 시스템은 2011년 G20에 의해 개발되었으며, 이는 금융 기관이 조직을 고유하게 식별할 수 없어 다양한 국가 관할 구역에서 발생하는 금융 거래를 완전히 추적할 수 없었던 문제에 대한 대응이었다. 현재 전 세계 금융 규제 기관 및 중앙 은행 연합인 법인 식별자 규제 감독 위원회(LEI ROC)는 LEI 확장을 장려하고 있다. 미국과 유럽 국가들은 기업이 금융 당국에 장외 파생상품 거래 세부 사항을 보고할 때 법인 식별자를 사용하도록 요구한다. 오늘날 45개 관할 구역의 당국은 다양한 금융 거래에 관련된 법인을 식별하기 위해 LEI 코드 사용을 의무화하고 있다.
최초의 LEI는 2012년 12월에 발급되었다. 2018년 1월 3일 기준으로, 증권 거래를 계속하려는 모든 회사에 LEI가 의무화되었다.

## 코드 구조
LEI의 기술 사양은 ISO 17442이다. LEI는 20자의 영숫자 문자열로 구성되며, 처음 4자는 LEI를 발급한 현지 운영 단위(LOU)를 식별한다. 5자부터 18자까지는 LOU가 조직에 할당한 고유 영숫자 문자열이다. 마지막 두 자는 체크섬 숫자이며, ISO/IEC 7064에 따라 MOD-97-10을 사용하여 계산된다.
개체의 LEI 코드가 기술 ISO 사양을 따르더라도, LEI 코드 자체는 유용한 정보를 제공하지 않는다. 이는 단순히 각 법인을 고유하게 식별하는 데 사용될 뿐이다.

## LEI 참조 데이터에 포함된 정보 (레벨 1 및 레벨 2 데이터)
LEI 참조 데이터는 기본적인 '명함' 유형의 정보를 포함하며, '레벨 1' 데이터라고도 한다. 이는 '누가 누구인가?'라는 질문에 답을 제공한다.
참조 데이터의 다른 부분인 '레벨 2' 데이터는 '누가 누구를 소유하는가?'라는 질문에 답을 제공한다. 해당되는 경우, 이는 모든 법인의 직접 및 최종 상위 회사를 식별할 수 있도록 한다.

## 글로벌 운영 체제
| 규제 기관            | 설명 |
| -------------------- | --- |
| G20                  | 7개 선진국(G7), 유럽 연합 의장국, 12개 신흥국을 포함하는 20개 주요 국가(세계 GDP의 90%)로 구성된 국제 조직.               |
| 금융안정위원회       | 글로벌 금융 시스템의 안정성을 향상시키고 국제 금융을 감독하기 위해 설립된 조직.                                           |
| LEI 규제 감독 위원회 | FSB 산하 LEI 시스템의 의사 결정 조직. 참여국의 금융 당국, 중앙 은행, IMF가 국제 조직으로서 회원으로 대표된다.             |
| GLEIF 이사회         | 글로벌 LEI 재단: LEI 시스템 내에서 실질적인 운영 조직으로서 각 지역의 LOU를 통제하는 역할을 한다.                         |
| LOUs                 | 현지 운영 단위: 각 지역에서 LEI 코드를 발급하고 유지 관리하는 운영 조직으로, 현재 전 세계적으로 37개의 LOU가 활동 중이다. |

## 법인 식별자 얻기
글로벌 법인 식별자 재단(GLEIF)은 법인 식별자를 직접 발급하지 않고, 이 책임을 현지 운영 단위(LOU)에 위임한다. 이들 LEI 발급 기관은 다양한 서비스를 제공한다. 현지 운영 단위는 제공하는 등록 서비스에 따라 다른 가격과 LEI 발급 속도를 가질 수 있다. LEI는 서비스 제공자에 따라 몇 시간에서 며칠 또는 몇 주 안에 얻을 수 있다. GLEIF는 LEI 데이터 품질과 LEI 시스템의 무결성을 모니터링하는 역할을 한다.

## LEI의 유효성
- LEI의 유효 기간은 법인 식별자가 등록된 날로부터 1년이다.
- 규제된 금융 거래에 계속 참여하려는 회사 또는 조직은 LEI를 매년 갱신해야 한다.
- 갱신은 인증된 LOU를 통해 할 수 있으며, 다른 LOU(현지 운영 단위) 간에 이전하더라도 코드는 변경되지 않는다.

## 같이 보기
- ISO 9362
- 데이터 유니버설 넘버링 시스템 (D.U.N.S 번호)
- Authoritative Legal Entity Identifier
- International Business Registration Number
- 참조 데이터
- APA
- FIRDS
- Request for quote

법적 맥락에서 다른 공식 기관 UID:
- Lex (URN) (구문 urn:lex:<jurisdiction>:<authority>)
- European Legislation Identifier (ELI)
- European Case Law Identifier (ECLI)